# Ceratozamia
Ceratozamia, różyca (Ceratozamia Brongn.) – rodzaj roślin z rodziny zamiowatych (Zamiaceae) z klasy sagowcowych. Obejmuje 31 gatunków. Większość z nich rośnie w górskich lasach mglistych i w suchszych lasach z dębami i sosnami w Meksyku na rzędnych od 800 do 1800 m n.p.m. (rzadko do 2500 m n.p.m.), nieliczne schodzą w niższe położenia, rosną w wilgotnych lasach równikowych i mają szerszy zasięg, sięgając do: Belize, Gwatemali i Hondurasu. W czasie kwitnienia w szyszkowatych strobilach wzrasta temperatura (np. w przypadku C. longifolia o 12 °C względem otoczenia), co wabi owady dokonujące zapylenia.
Rośliny nie mogą być pozyskiwane z natury – wszystkie gatunki ujęte są w załączniku I do Konwencji CITES. Poza wykopywaniem tych roślin z ich stanowisk duże zagrożenie stanowi przekształcanie ich siedlisk, zwłaszcza pod plantacje kawy i bananów. Kilka gatunków o bardzo ograniczonych zasobach i zasięgach uznawanych jest za zagrożone.
Liście ceratozamii wykorzystywane są w Meksyku do przystrajania świątyń. Rozmaite gatunki uprawiane są także jako ozdobne. Gatunki górskie bywają sadzone w ogrodach w regionach o łagodnym klimacie – znoszą niewielki mróz, niektóre bywają uprawiane jako doniczkowe. Gatunkiem najbardziej popularnym w uprawie jest ceratozamia meksykańska C. mexicana.

## Morfologia

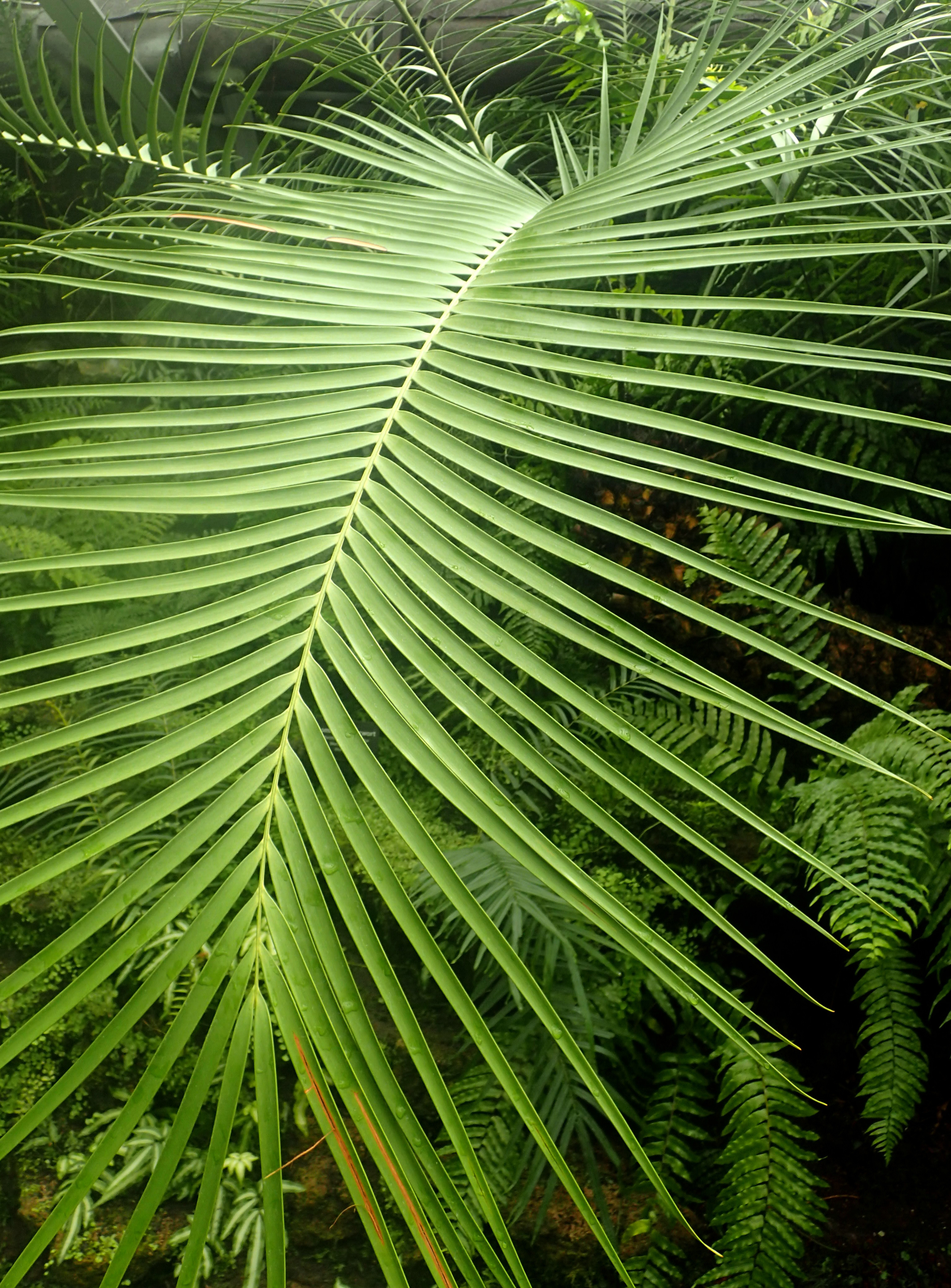
Liść ceratozamii meksykańskiej

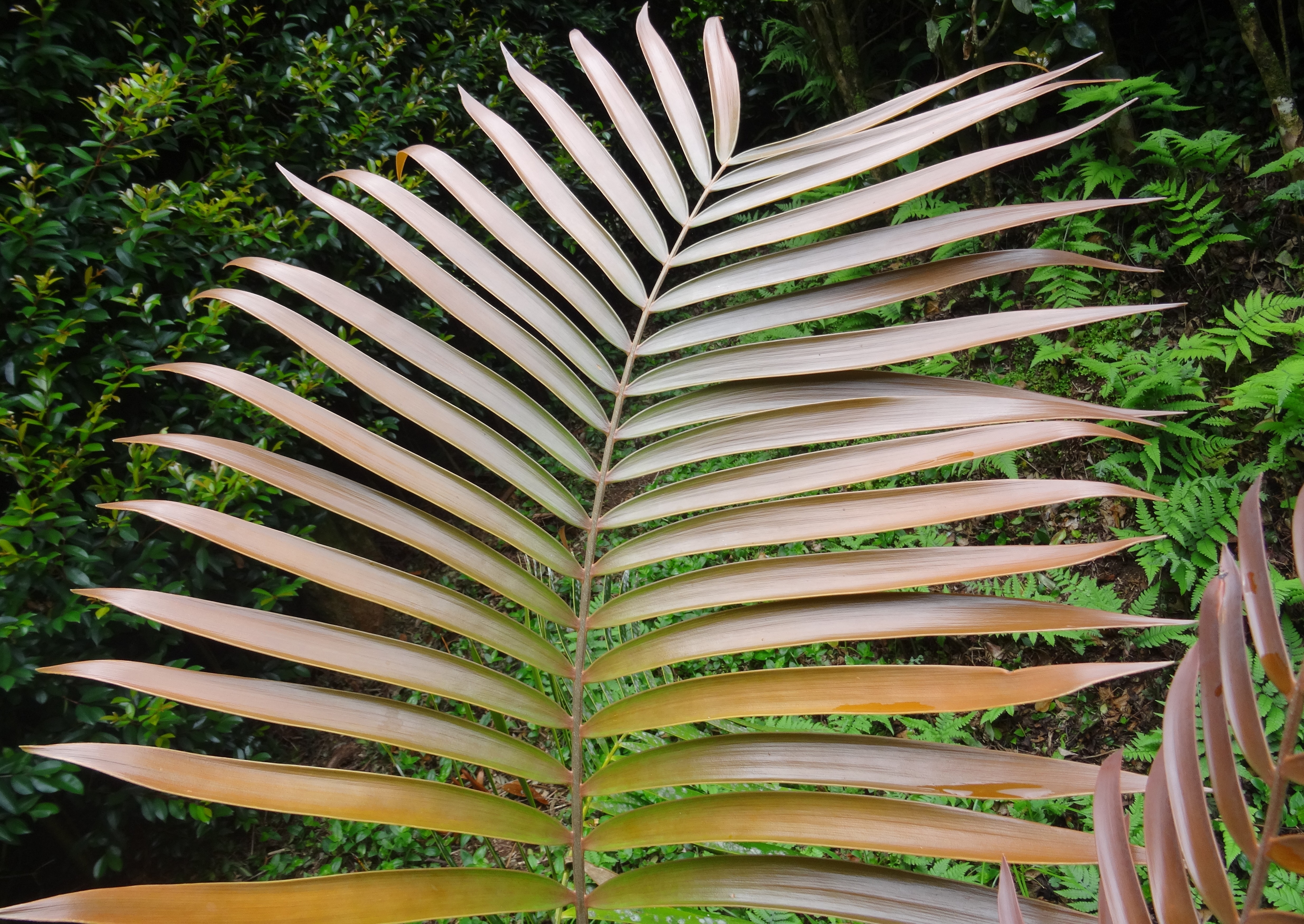
Liść Ceratozamia latifolia

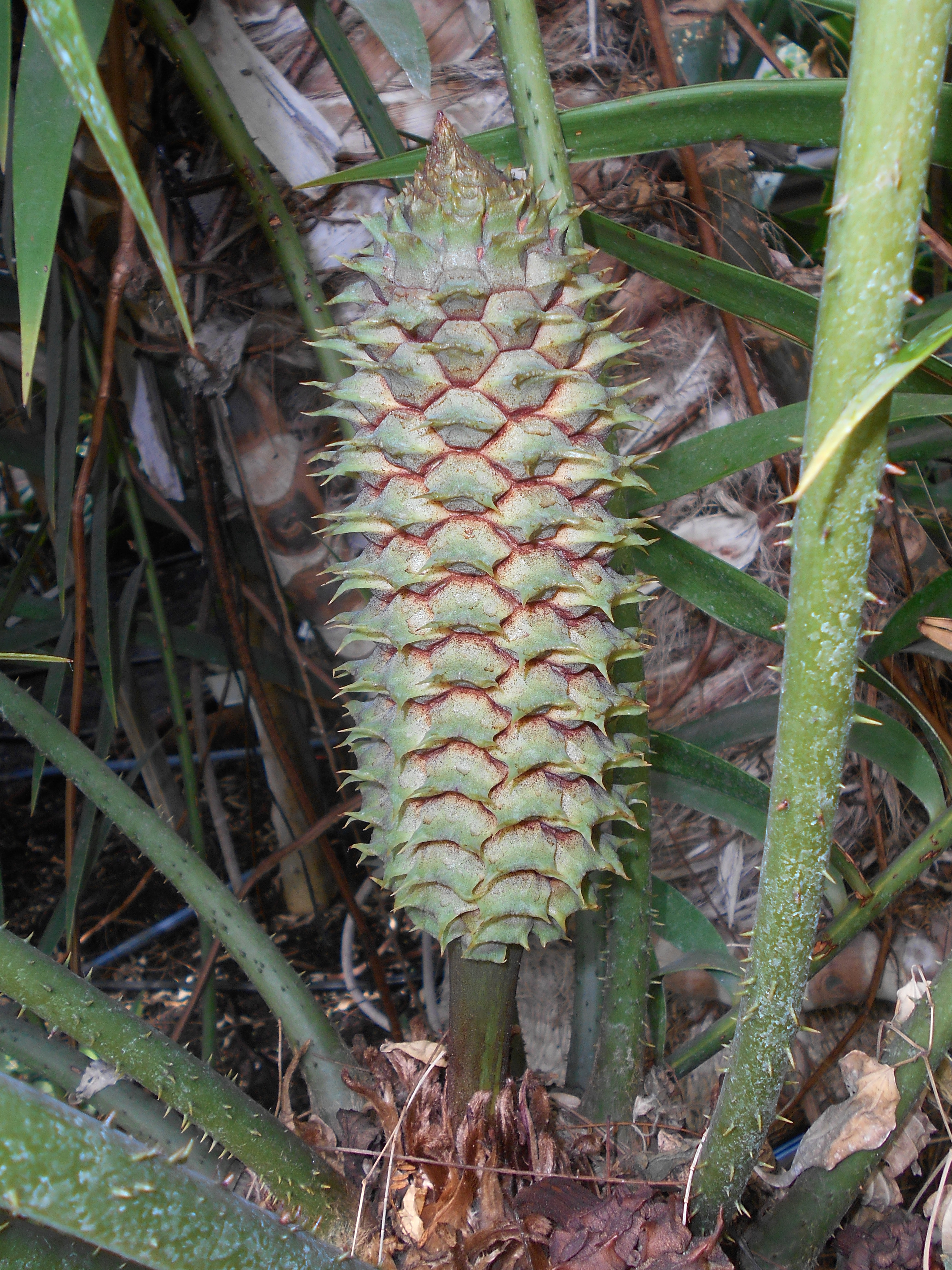
Strobil C. mexicana

PokrójWiększość gatunków ma krótki, walcowaty pień wzniesiony lub pokładający się. U części gatunków pień jest całkowicie podziemny i nad powierzchnię wystaje tylko wyrastający ze szczytu pióropusz liści. U najwyższych pień osiąga nad ziemią 1, rzadko 2 m długości, przy czym rzadko bywa prosto wzniesiony, często pokłada się i podnosi tylko w szczytowej części, rzadko pień bywa rozgałęziony. Pień okrywają trwałe nasady liści.
LiścieZróżnicowane na liście łuskowate i asymilacyjne. Liście asymilacyjne są pierzaste, tworzą pióropusz na szczycie pnia i są bardzo zróżnicowane u różnych gatunków pod względem liczby, długości i szerokości. U mniejszych ceratozamii liście są pojedyncze, u największych są liczne, tworząc okazałą koronę z liśćmi przekraczającymi 3 m długości i 1 m szerokości. Część niewielkich gatunków ma liście bezbronne, ale większość wykształca na ogonkach haczykowate kolce. Liście mają zwykle kolor żywozielony, ale u wielu gatunków młode liście są brązowe lub fioletowobrązowe (kolor określany bywa też mianem miedzianego), a u niektórych te kolory utrzymują się także na dojrzałych liściach. Generalnie często młode rośliny mają odmienne liście od dorosłych – poza kolorami odmienne bywają kształty liści i listków, co utrudnia identyfikację gatunków. Ogonki liściowe u nasady są zwykle zgrubiałe, dęte i owłosione. Oś liścia jest prosta lub skręcona. Listki osadzone są na osi naprzeciwlegle lub prawie naprzeciwlegle, w równych odstępach lub skupione w pęczki, proste lub sierpowato wygięte, całobrzegie, czasem podwinięte lub zawinięte, z wiązką przewodzącą wyraźnie widoczną lub zagłębioną wewnątrz listka i na zewnątrz trudno dostrzegalną. Listki osiągają od 3 mm szerokości (C. zaragozae) do ponad 16 cm szerokości (C. euryphyllidia).
Organy zarodnionośneRośliny dwupienne.
Mikrospory powstają w mikrosporangiach mających kształt kulisty i powstających w dużej liczbie na dolnej stronie mikrosporofili. Te łuskowate męskie liście zarodnionośne zebrane są w szyszkowaty mikrostrobil. Tworzy się on pojedynczo lub parami, jest prosto wzniesiony, szypułkowy i walcowaty. Charakterystyczne dla rodzaju jest zakończenie liści zarodnionośnych dwoma kolcami.
Zalążki rozwijają się parami w bocznej pozycji na makrosporofilach (żeńskich liściach zarodnionośnych), także zakończonych parą kolców. Liście zarodnionośne tworzą jajowaty, krótkoowłosiony makrostrobil, tworzący się pojedynczo. Z reguły jest większy niż strobile męskie.
NasionaBiałe do kremowych, kuliste do jajowatych.

## Systematyka
Pozycja systematyczna
Rodzaj z rodziny zamiowatych (Zamiaceae) stanowiącej grupę siostrzaną względem sagowcowatych Cycadaceae z klasy sagowcowych Cycadopsida.
Rodzaj jest bazalny w grupie obejmującej rodzaje mikrocykas Microcycas i maczugowiec Zamia. Za zróżnicowanie gatunkowe w obrębie rodzaju odpowiadać ma w dużym stopniu specjacja, która nastąpiła w wyniku stosunkowo niedawnej migracji tych roślin z refugiów plejstoceńskich.
Wykaz gatunków
- Ceratozamia alvarezii Pérez-Farr., Vovides & Iglesias
- Ceratozamia becerrae Pérez-Farr., Vovides & Schutzman
- Ceratozamia brevifrons Miq.
- Ceratozamia chamberlainii Mart.-Domínguez, Nic.-Mor. & D.W.Stev.
- Ceratozamia chimalapensis Pérez-Farr. & Vovides
- Ceratozamia decumbens Vovides, Avendaño, Pérez-Farr. & Gonz.-Astorga
- Ceratozamia delucana Vázq.Torres, A.Moretti & Carv.-Hern.
- Ceratozamia euryphyllidia Vázq.Torres, Sabato & D.W.Stev.
- Ceratozamia fuscoviridis W.Bull
- Ceratozamia hildae G.P.Landry & M.C.Wilson
- Ceratozamia hondurensis J.L.Haynes, Whitelock, Schutzman & R.S.Adams
- Ceratozamia huastecorum Avendaño, Vovides & Cast.-Campos
- Ceratozamia kuesteriana Regel
- Ceratozamia latifolia Miq.
- Ceratozamia leptoceras Mart.-Domínguez, Nic.-Mor., D.W.Stev. & Lorea-Hern.
- Ceratozamia matudae Lundell
- Ceratozamia mexicana Brongn. – ceratozamia meksykańska[5]
- Ceratozamia miqueliana H.Wendl.
- Ceratozamia mirandae Vovides, Pérez-Farr., Iglesias
- Ceratozamia mixeorum Chemnick, T.J.Greg. & Salas-Mor.
- Ceratozamia morettii Vázq.Torres & Vovides
- Ceratozamia norstogii D.W.Stev.
- Ceratozamia robusta Miq.
- Ceratozamia sabatoi Vovides, Vázq.Torres, Schutzman & Iglesias
- Ceratozamia santillanii Pérez-Farr. & Vovides
- Ceratozamia subroseophylla Mart.-Domínguez & Nic.-Mor.
- Ceratozamia totonacorum Mart.-Domínguez & Nic.-Mor.
- Ceratozamia vovidesii Pérez-Farr. & Iglesias
- Ceratozamia whitelockiana Chemnick & T.J.Greg.
- Ceratozamia zaragozae Medellín
- Ceratozamia zoquorum Pérez-Farr., Vovides, Iglesias